# Zona Econòmica Especial de la República Popular de la Xina

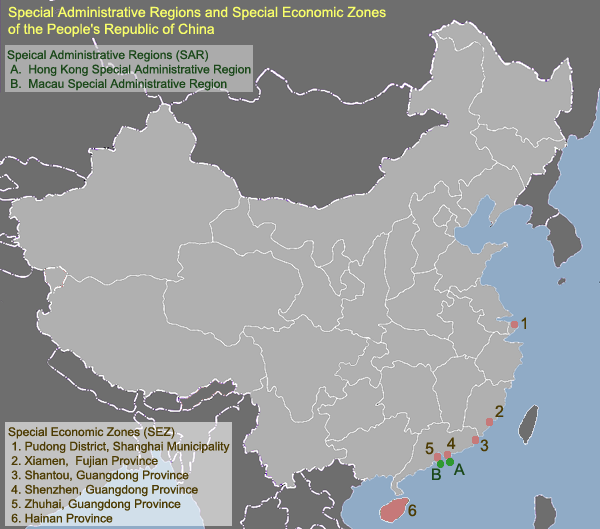
Les zones econòmiques especials de la Xina, localitzades en les zones costaneres del sud (en vermell). També es mostren les regions administratives especials (en verd) d'Hong Kong i Macau.

Una Zona Econòmica Especial de la República Popular de la Xina (ZEE) (Xinès simplificat: 经济特区, Xinès tradicional: 經濟特區, pinyin: jīngjì tèqū) és una regió on el govern xinès atorga a les regions un marc econòmic especial i algunes mesures governamentals més flexibles. Això permet les ZEE d'utilitzar un sistema econòmic més propici pels negocis que l'existent a la resta de la Xina, i fa que cada ZEE funcioni a la pràctica com una mena de ciutat autònoma, ja que queda força al marge de l'administració de la província on és ubicada.

## Història
Des de finals dels anys 70, i especialment des de la Tercera Sessió Plenària de l'onzè Comitè Central del Partit Comunista Xinès del 1978, el govern xinès va decidir reformar l'economia xinesa. Des d'aquell moment la política de l'estat en aquest tema ha estat centrar-se en aquesta reforma i en l'apertura a la resta del món.
Els anys 80 van donar pas a diverses etapes, començant per l'establiment de zones econòmiques especials a ciutats i regions costaneres, fins a designar zones pel desenvolupament econòmic i tecnològic a l'interior. Les primeres regions econòmiques especials en ser obertes l'any 1980 van ser les ciutats de Shenzhen, Shuhai i Shantou a la província de Canton, Xiamen a la província de Fujian i tota la província de Hainan sencera. El 1984, 14 noves ciutats van ser obertes a la inversió estrangera: Dalian, Qinhuangdao, Tianjin, Yantai, Qingdao, Lianyungang, Nantong, Xangai, Ningbo, Wenzhou, Fuzhou, Canton, Zhanjiang i Beihai. Des de l'any 1988 Xina ha expandit les fronteres de les seves regions especials a les vores del riu Iang-Tsé i a les zones de l'interior. Primer, convertint totalment l'illa de Hainan i creant així la major ZEE. Poc després van expandir-se les àrees costaneres al delta del Iang-Tsé, al delta del Riu Perla, el triangle Xiamen-Zhangzhou-Quanzhou al sud de Fujian, la península de Shandong i la península de Liaodong. L'any 1990 el govern xinès va obrir la nova regió de Pudong a Xangai ajuntant algunes ciutats de la vall del Iang-Tsé amb la nova regió de Pudong, amb la ciutat de Xangai com el seu cap. Des de l'any 1992, el consell d'estat ha obert noves ciutats frontereres i totes les capitals de les províncies interiors i de les regions autònomes. A més, van ser inaugurades 15 noves àrees de comerç lliure, 32 àrees de desenvolupament econòmic i tecnològic estatals i 53 noves àrees de desenvolupament d'alta tecnologia industrial a moltes grans i mitjanes ciutats. Aquestes noves àrees segueixen diferents polítiques i intenten promoure comerç amb l'estranger i desenvolupar el creixement econòmic a l'interior.

## Llista
| Tipus                                   | Ciutat      | Província |
| --------------------------------------- | ----------- | --------- |
| Regions Econòmiques Especials (Ciutats) | Shenzhen    | Canton    |
| Regions Econòmiques Especials (Ciutats) | Zhuhai      | Canton    |
| Regions Econòmiques Especials (Ciutats) | Shantou     | Canton    |
| Regions Econòmiques Especials (Ciutats) | Xiamen      | Fujian    |
| Regió Econòmica Especial (Provincia)    | -           | Hainan    |
| Regió de Desenvolupament Costera        | Dalian      | Liaoning  |
| Regió de Desenvolupament Costera        | Qinhuangdao | Hebei     |
| Regió de Desenvolupament Costera        | Tianjin     | Tianjin   |
| Regió de Desenvolupament Costera        | Yantai      | Shandong  |
| Regió de Desenvolupament Costera        | Qingdao     | Shandong  |
| Regió de Desenvolupament Costera        | Lianyungang | Jiangsu   |
| Regió de Desenvolupament Costera        | Nantong     | Jiangsu   |
| Regió de Desenvolupament Costera        | Pudong      | Xangai    |
| Regió de Desenvolupament Costera        | Ningbo      | Zhejiang  |
| Regió de Desenvolupament Costera        | Wenzhou     | Zhejiang  |
| Regió de Desenvolupament Costera        | Fuzhou      | Fujian    |
| Regió de Desenvolupament Costera        | Guangzhou   | Canton    |
| Regió de Desenvolupament Costera        | Zhanjiang   | Canton    |
| Regió de Desenvolupament Costera        | Beihai      | Guangxi   |

## Polítiques econòmiques de les ZEE
1. Incentius fiscals especials pels inversors estrangers.
2. Major independència per les activitats comercials internacionals.
3. Les característiques econòmiques es resumeixen en 4 principis:
  1. La construcció se centra a confiar a atraure i utilitzar capital estranger.
  2. Les empreses han de ser principalment inversions conjuntes amb estrangers i també empreses de capital foraster.
  3. Els productes han d'estar planificats per a l'exportació.
  4. L'activitat econòmica ha d'estar principalment conduïda per l'economia de mercat.

Les regions econòmiques especials són enumerades a part en la planificació nacional (inclosa la planificació financera) i tenen autoritat al nivell de les administracions provincials quant a administració econòmica. El govern local de les ZEE té autoritat legislativa.